# Darwiniana
Darwiniana je české občanské sdružení pěstitelů masožravých rostlin a jiných botanických kuriozit. Bylo založeno 11. ledna 1991.
Vydává časopis Trifid, který vychází čtvrtletně. Původně měl 24 barevných a 12 černobílých stran formátu B5. Od roku 2012 má každé číslo minimálně 44 stran a je celobarevné. Sdružení dále pro veřejnost vydává elektronický magazín Chramst!, provozuje fórum o masožravých rostlinách a každoročně v Praze pořádá výstavu masožravých rostlin. Sdružení také spolupracuje s orgány ochrany přírody[zdroj⁠?!] a stará se o jednu z posledních lokalit endemické masožravé rostliny tučnice české (Pinguicula bohemica). 